# Джовани II Бентивольо
Вижте пояснителната страница за други личности с името Джовани Бентивольо.
Джовани II Бентивольо или Бентиволио (на италиански: Giovanni II Bentivoglio; * 12 февруари 1443, Болоня, Свещена Римска империя; † 15 февруари 1508, Милано, Миланско херцогство) е благородник, владетел де факто на Болоня от 1463 до 1506 г. Той е универсално признат за един от най-големите ренесансови принцове (макар че няма титла). Родът му Бентивольо управлява Болоня от 1443 г.

## Произход
Син е на кондотиера Анибале I Бентивольо (* 1413, † 1445), владетел на Болоня, и на съпругата му Донина Висконти. Има една по-голяма сестра Антония, съпруга на графа на Кастелнуово Сиджизмондо Брандолини. Негов дядо по бащина линия е Антон Галеацо Бентивольо, а по майчина – Ланчилото Висконти, извънбрачен син на владетеля на Милано Бернабо Висконти.

## Биография
Джовани е още дете, когато на 24 юни 1445 г. баща му е убит от съперника му Батиста Канески. На власт идва братовчедът на баща му Санте Бентивольо. След смъртта на Санте през 1463 г. Джовани става владетел на града. Макиавели описва през 1513 г. събитията в глава 19 на „Владетелят“.
През 1464 г. той получава от папа Павел II привилегията да бъде постоянен ръководител на Сената на Болоня, съставен от най-важните родове. Въпреки Сената обаче Джовани управлява по абсолютистки начин.
Почитател на изкуствата, той се заобиколя с художници, сред които изпъква Лоренцо Коста Стари, и с интелектуалци. Превръща Болоня, която вече е седалище на престижен университет, в още по-културен център, създавайки необичаен, изискан и напреднал двор, който кара да бледнеят близките дворове на Есте и на Монтефелтро. Той е свързан с приятелство с друг герой на Ренесанса – Лоренцо де Медичи.
Във външната политика се опитва да запази мира със Сфорца, Медичи, Императора и Папата, и създава връзки с по-важните италиански родове. Обича празниците в присъствието на неговите сънародници. Известен е турнирът, който отпразнува отнемането на Негропонте от Османската империя: 120 рицари слизат на Пиаца Маджоре в Болоня, красиво облечени, с полирани стоманени оръжия, украсени със скъпоценни камъни и златни арабески, и с коне, покрити с фини наметки. През 1478 г. се играе футболен мач, който свързва жителите на града с този спорт и ги прави страстни почитатели на новата игра.
Джовани е кондотиер (командир на наемници). През 1467 г. служи на градовете Флоренция, Неапол и Милано срещу кондотиера Бартоломео Колеони. През 1471 г. отново е на служба на Миланското херцогство. През 1477 г. обсажда за рода Сфорца град Фаенца. През 1482 г. помага на Ерколе д’Есте срещу папа Сикст IV и Венецианската република. По-късно се бие в по-малки конфликти за Неаполитанското кралство.
През 1488 г. Джовани разкрива заговор на семейство Малвеци за отстраняване на Бентивольо, което търси подкрепата на Лоренцо де Медичи Великолепни. Джовани кара цялото семейство да бъде заточено. През същия период той кара да построят кула до двореца му.
През 1500 г. Джовани приема господарите на Пезаро и Римини – Джовани Сфорца и Пандолфо IV Малатеста, избягали с настъплението на завоевателя Чезаре Борджия. Борджия в крайна сметка решава да атакува Фаенца, чийто господар е Асторе Манфреди – внук на Джовани, син на дъщеря му Франческа. Джовани помага на Асторе, но след продължителна и героична съпротива Фаенца капитулира на 7 март 1501 г. За да накаже Бентивольо, Борджия напредва към Болоня. Съзнавайки численото му превъзходство, Джовани се опитва да използва дипломацията, като изпраща своите посланици да преговарят с него. Борджия поисква и получава Кастел Болонезе и обещание за военна помощ.
През 1501 г. е открит друг заговор, организиран този път от семейство Марескоти. Някои от противниците на Бентивольо обаче вече са потърсили подкрепата на Чезаре Борджия, за да свалят Джовани. Репресиите този път, поръчани от съпругата на Джовани – Джиневра Сфорца, са по-агресивни: убити са много представители на заговорниците. Гражданската война е последвана от силен глад през 1504 г. и силно земетресение през 1505 г. Междувременно членовете на родовете Малвеци и Марескоти, избягали от преследване, успяват да намерят подкрепата на папа Юлий II, който заповядва на Джовани да напусне града със семейството си. В действителност папата възнамерява да си върне контрола над Болоня. Кралят на Франция Луи XII е принуден да предостави армията си на разположение на папата. Джовани се споразумява с краля да получи безопасно убежище в Милано и да запази владенията си. Той решава да напусне града със семейството си през нощта на 2 ноември 1506 г.
На 7 октомври 1506 г. папа Юлий II отлъчва Джовани от Църквата. Девет дни по-късно папата влиза триумфално в Болоня. След бягството на семейство Бентивольо неговите съперници разграбват и унищожават семейния му дом – Палацо Бентивольо.
Синовете на Джовани – Анибале II и Ермес се опитват да си върнат властта, но са победени в Казалекио. Джовани е затворен и съден, но признат за невинен. Умира в Замъка на Сфорците в Милано през февруари 1508 г. и е погребан в базиликата „Сан Джакомо Маджоре“ в града. Синовете му Анибале и Ермес, благодарение на подкрепата на французите, успяват отново да превземат Болоня.

## Брак и потомство
∞ 2 май 1464 Джиневра Сфорца (* 1440, Анкона; † 16 май 1507, Бусето), извънбрачна дъщеря на Алесандро Сфорца, господар на Пезаро, и вдовица на братовчед му Санте I. Имат общо шестнадесет деца, от които четирима сина и седем дъщери достигат зряла възраст:
- Франческа Бентивольо (* 18 февруари 1468, Болоня, † 1504, Болоня), ∞ 1. 17 февруари 1482 в Болоня за Галеото Манфреди (* 1440, † 1488, убит по нейна заповед), господар на Фаенца, от когото има един син – Асторе, последен владетел на града от рода Манфреди, 2. 2 ноември 1492 за Гуидо II Торели († май 1501, Гуастала), бившо религиозно лице, кондотиер
- Анибале II Бентивольо (* 1469, Болоня;† 24 юни 1540, Ферара), господар на Болоня (1511 – 1512), кондотиер, ∞ за Лукреция д'Есте (* ок. 1473, Ферара; † 1516/1518), извънбрачна дъщеря на Ерколе I д’Есте, херцог на Ферара, и на Лудовика Кондолмиери. Имат седем сина и шест дъщери.
- Антонгалеацо Бентивольо (* 1472, Болоня; † 1525), прелат
- Алесандро Бентивольо (* 1474, Болоня; † 1532, Милано), граф на Кампания, ∞ 1493 за Иполита Сфорца (* 1481, Милано; † 1520, Милано), дъщеря на Карло Сфорца, граф на Маджента и Кастеджо, и на съпругата му Бианка Симонета, господарка на Галиате. Имат двама сина и четири дъщери.
- Ермес Бентивольо (* 1475, Болоня; † 1513), кондотиер, пфалцграф (1498), ∞ 1504 за Якопа Орсини, дъщеря на Джулио Орсини, кондотиер
- Камила Бентивольо (* 1480, Болоня; † 1529), ∞ за Пиро Гонзага (* 1490; † 22 януари 1529, Гацуоло), кондотиер, граф на Родиго (1499 – 1521), сеньор на Боцоло (1527 – 1529) и на Сан Мартино дал'Арджине (1527 – 1529), второроден син на Джанфранческо Гонзага и на съпругата му Антония Дел Балцо; имат двама сина и пет дъщери.
- Изота Бентивольо, монахиня в манастира „Корпус Домини“ в Болоня
- Елеонора Бентивольо (* XV век, † 10 март 1540), ∞ 1486 за Джиберто III Пио ди Савоя (* ср. на XV век; † 26 септември 1500, Болоня), съгосподар на Капри, капитан на Болоня, от когото има четирима сина

- Лаура Бентивольо († 1523), ∞ 20 юни 1491 в Болоня за Джовани Гонзага (* 1474, Мантуа; † 23 септември 1525, Мантуа), кондотиер, господар на Весковато, от когото има пет сина и три дъщери; поставя началото на клона Гонзага от Весковато
- Виоланте Бентивольо, ∞ 1489 в Римини за Пандолфо IV Малатеста (* 5 юли 1475, † юни 1534), кондотиер, господар на Римини и на други градове в Романя, от когото има пет сина и две дъщери
- Бианка Бентивольо († 1519, Модена), ∞ 1479 за Николо Мария Рангони (* 1455, Болоня; † 1500, Бомпорто), кондотиер, господар на Спиламберто и Кординяно, от когото има четирима сина и две дъщери.

Джовани II поръчва на художника Лоренцо Коста да нарисува голямото му семейство: олтарната картина „Бентивольо“ (Pala Bentivoglio) се намира и до днес в църквата „Сан Джакомо Маджоре“ в Болоня.